# ينبوع غريموشي
غريموشي (بالروسية: Гремучий) هو ينبوع ونصب طبيعي يقع في الجزء الغربي من منطقة جيليزنودوروزني في روستوف-نا-دونو، بروسيا.

## تاريخ
يسمى ينبوع غريموشي، أو الينبوع المقدس، أو الينبوع المقدس لسيدة الدون. يقع تيار الينبوع بالقرب من كنيسة القديس سيرافيم ساروف.
يحتوي الينبوع على رأس ماء قوي ولا يتجمد في الشتاء. الماء في الربيع صاف وبارد، ودرجة حرارته 10 درجات مئوية على مدار السنة. 
يحظى الينبوع بشعبية من السكان المحليين، ويستخدم الماء للشرب والاستحمام أثناء عيد الظهور الإلهي.

## صور

ينبوع غريموشي
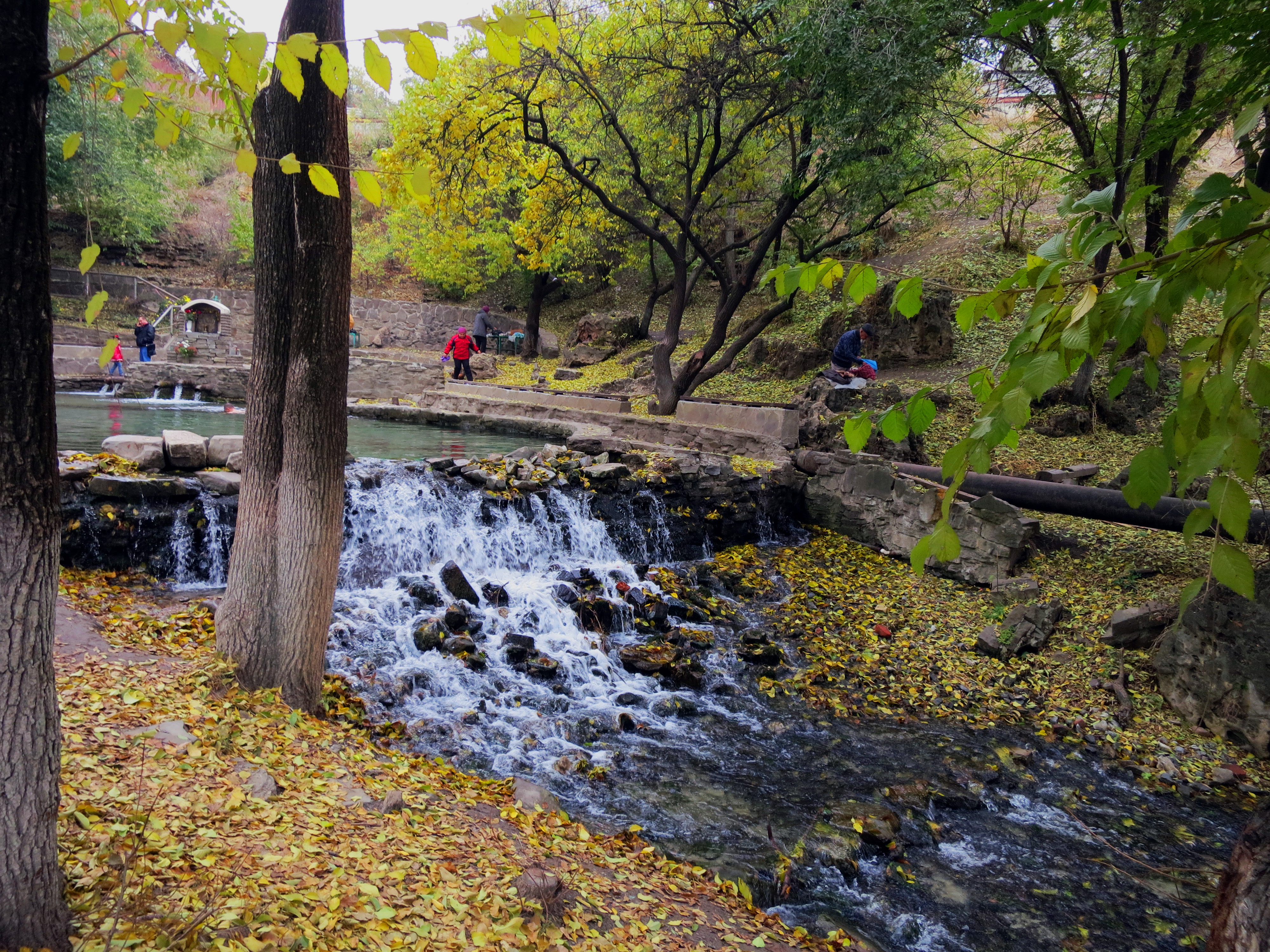
الينبوع في الخريف
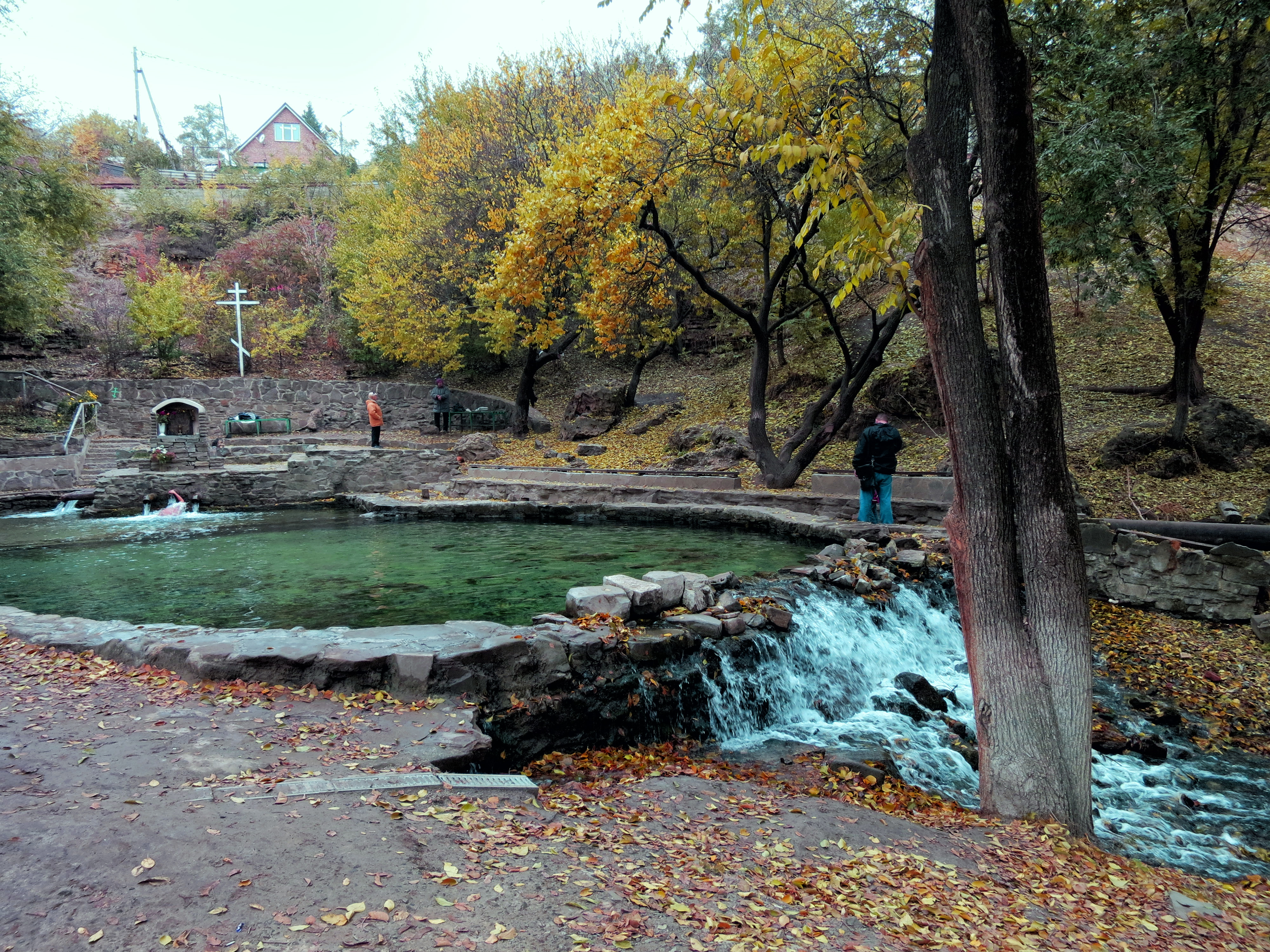
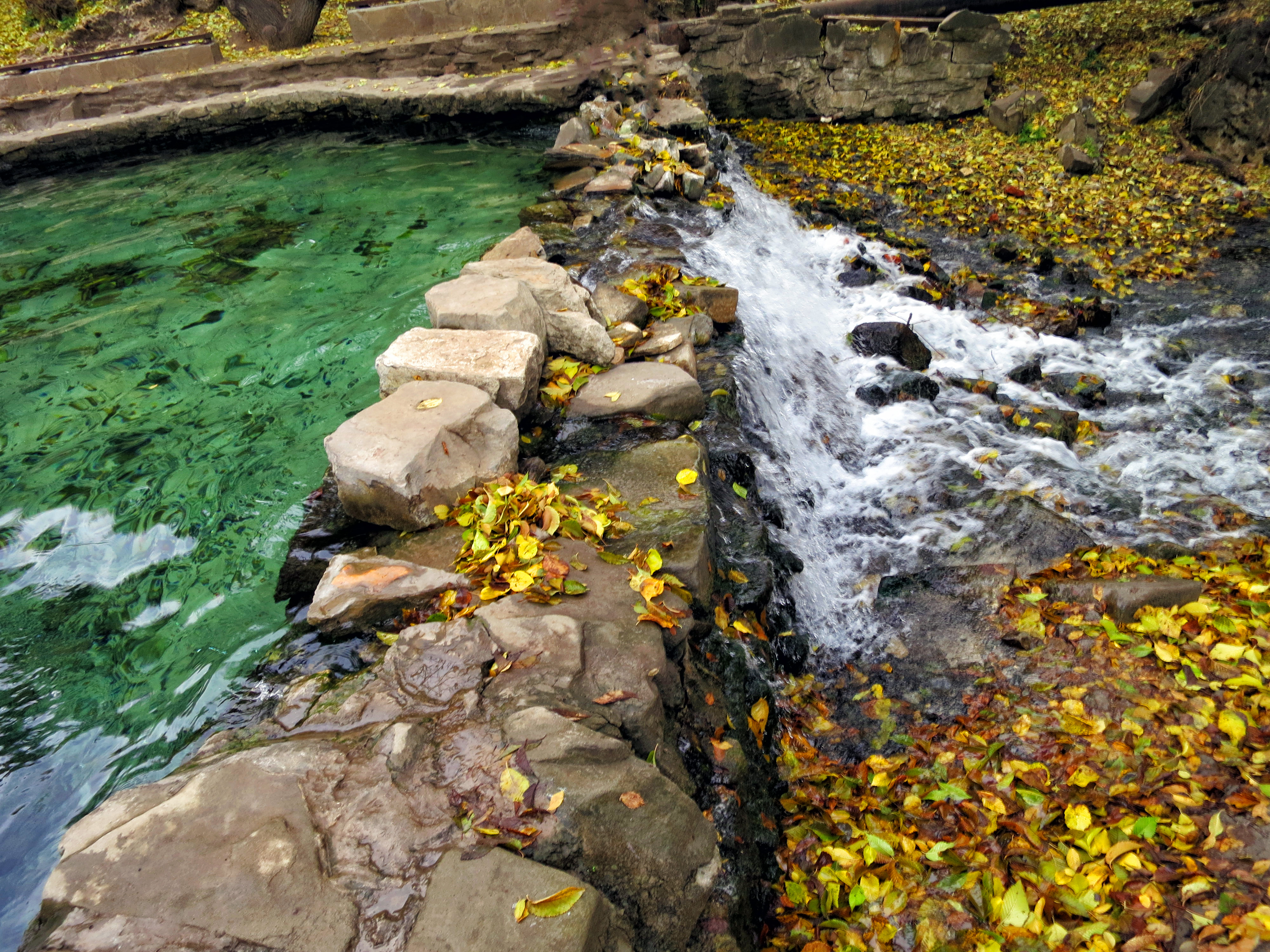